# Salem Amer al-Badri
Pour les articles homonymes, voir al-Badri.
Salem Amer al-Badri (de son nom de naissance Moses Chirchir, né le 12 décembre 1985 au Kenya) est un athlète qatarien, spécialiste du 800 m.
Son meilleur temps est de 1 min 45 s 45, obtenu en 2006 à Heusden-Zolder. Il détient le record d'Asie du relais 4 x 800 m.